# توماس سكوغلاند
توماس سكوغلاند (بالنرويجية البوكمول: Thomas Skoglund)‏ هو لاعب كرة يد نرويجي في مركز جناح ‏، ولد في 3 مارس 1983 في سكيدسمو في النرويج. لعب مع TTH Holstebro ‏.

## وصلات خارجية
- توماس سكوغلاند على موقع الاتحاد الأوروبي لكرة اليد (الإنجليزية)